# MMX Mineração
MMX Mineração e Metálicos foi uma empresa do Grupo EBX que atuava na mineração de minério de ferro.

## Histórico
Foi fundada no ano de 2005, após a descoberta de uma jazida de minério de ferro durante a exploração de ouro no município de Pedra Branca do Amapari.
A MMX Amapá Mineração então comprou os diretos de exploração de ferro na área da Mineração Pedra Branca do Amapari, empresa do mesmo grupo, mas que só tinha autorização para extração de ouro.
O grupo MMX também assumiu a concessão da Estrada de Ferro Amapá após licitação. O valor da concessão, de 814 mil reais, foi pago no ato da assinatura do contrato. A MMX Logística ofereceu garantias de 7,8 milhões de reais para operar o contrato, e estava obrigada a fazer investimentos de 40,7 milhões de reais nos 193 quilômetros de estrutura ferroviária do Amapá nos primeiros dois anos.
Em 24 de julho de 2006, abriu o capital na Bolsa de Valores de São Paulo, com três projetos de sistemas integrados (Corumbá, Minas-Rio e Amapá), captando R$ 1,03 bilhão no IPO.
Em abril de 2007, a sul-africana Anglo American adquiriu, 49% do capital do sistema Minas-Rio por US$ 1,15 bilhão. O sistema Amapá entrou em operação em dezembro.
Em janeiro de 2008, a MMX (por meio de sua subsidiária AVX) comprou a Minerminas, que atuava na região de Serra Azul (MG), por US$ 115 milhões.
No mesmo mês, a Anglo American comprou, por US$ 5,5 bilhões, 70% do sistema Amapá, os outros 51% restantes do sistema Minas-Rio (formando a IronX) e 49% da empresa de logística, a LLX (desmembramento do setor logístico da MMX).
A MMX manteve o sistema Corumbá, a participação remanescente na LLX e duas minas de minério de ferro da AVX, em Serra Azul (MG). 
Em julho de 2008, comprou a Mina de Bom Sucesso, de propriedade da LGA Mineração e Siderurgia por US$ 193,3 milhões.
Em junho de 2010, é dado início à construção do Porto Sudeste, em Itaguaí.
Em 2012, a empresa produziu 7,4 milhões de toneladas minério de ferro (1,5 milhão entregue por Corumbá), abaixo do desempenho esperado e criticada pelos atrasos com adiamento do projeto de expansão da mina de Serra Azul. No mesmo ano incorpora a PortX, empresa desmembrada da LLX em 2010.
Em março de 2014, é concluída a venda para o Grupo Trafigura, e o fundo Mubadala Development Company de 65% do capital social da MMX Porto Sudeste para as companhias Impala e Mubadala por US$ 400 milhões, com a transferência de R$ 1,3 bilhão em dívidas.

## Recuperação Judicial e Falência
A MMX é composta por dois sistemas de operação: MMX Corumbá (iniciado em 2005) e MMX Sudeste (Unidade Serra Azul, formada por duas mineradoras em operação e a Unidade de Bom Sucesso).
Em 2014, as operações da MMX foram fortemente impactadas em razão da queda do preço do minério de ferro e restrições impostas pelo órgão ambiental do Estado de Minas Gerais.
Em agosto de 2014, as operação da MMX Sudeste são suspensas em razão da crise.
Em outubro de 2014, foi dada entrada no pedido de recuperação judicial da MMX Sudeste Mineração.
Em novembro de 2016, foi dada entrada no pedido de recuperação judicial da MMX em conjunto com a subsidiária MMX Corumbá.

Em maio 2021, foi decretada pela justiça a falência das subsidiárias MMX Sudeste, MMX Corumbá e da controladora MMX Mineração e Metálicos. A companhia entrou com recurso contra as decisões.